# Parnassia degeensis
Parnassia degeensis är en benvedsväxtart som beskrevs av Tsue Chih Ku. Parnassia degeensis ingår i släktet Parnassia och familjen Celastraceae. Inga underarter finns listade.